# Яценко Олександр Володимирович
Олександр Володимирович Яценко (нар. 29 серпня 1965, Запоріжжя, УРСР) — радянський футболіст та український футзаліст, нападник.

## Клубна кар'єра
Спочатку займався футболом, виступав у чемпіонаті Запорізької області. Після перемоги в обласному чемпіонаті разом з «Трансформатором» (Запоріжжя) у 1990 році виступав у чемпіонаті УРСР з футболу серед аматорів. У 1991 році перейшов у футзал. У футболці київського «Авіатору» став найкращим бомбардиром у другій групі чемпіонату УРСР з футзалу 1991 року. Потім отримав запрошення від дніпропетровського «Механізатора» для участі в першому розіграші кубку СРСР з футзалу, допоміг команді завоювати перший та останній трофей радянського футзалу. У 1992 році розпочав професіональну кар'єру в запорізькій «Надії», у складі якого завоював титул чемпіона України та звання найкращого бомбардиру чемпіонату. У сезоні 1994/95 років захищав кольори донецького «Шахтаря», але вже через рік повернувся до запорізької «Надії», в якій протягом двох наступних сезонів ставав найкращим бомбардиром чемпіонату України. У березні 1996 року зіграв 3 матчі за фарм-клуб «Університет» (Запоріжжя). У Запоріжжі Олександра двічі побили та пограбували злодії. Влітку 1998 року відправився до амвросіївського «Донцемента». Наступного сезону перейшов до запорізького «Вексель-ЗІДМУ». У сезоні 2004/05 років виступав за «Дніпроголд» (Запоріжжя), у футболці якого й завершив кар'єру гравця.
Перший з українських футболістів, який відзначився 250-а голами. На честь Олександра Яценка названо клуб найкращих бомбардирів України.

## Кар'єра в збірній
Неодноразово грав за збірну України.

## Досягнення

### Як гравця
«Механізатор» (Дніпропетровськ)
- Кубок СРСР
  -  Володар (1): 1991

«Надія»/«Запоріжкокс» (Запоріжжя)
- Чемпіонат України
  -  Чемпіон (1): 1992
  -  Срібний призер (1): 1993/94

- Кубок України
  -  Фіналіст (2): 1992/93, 1993/94

### Індивідуальні
- Найкращий бомбардир чемпіонату УРСР (1991)
- Найкращий бомбардир чемпіонату України: 1992 (28 голів), 1995/96 (59 голів), 1996/97 (48 голів)
- Багаторазово потрапляв до списку 15-и та 18-и найкращих футзалістів України
- Очолює клуб Олександра Яценка: 296 голів (він перший футзаліст, який відзначився 250 голами)

### Відзнаки
- Майстер спорту СРСР
- Майстер спорту України